# Vila fortificada de Castellnou
La Vila fortificada de Castellnou és la fortificació medieval d'estil romànic del poble de Castellnou dels Aspres, a la comarca del Rosselló, Catalunya Nord.
Envolta la totalitat del poble, amb una muralla que enllaça en els dos extrems amb el Castell de Castellnou, situat en un pla superior al del poble.

## Història

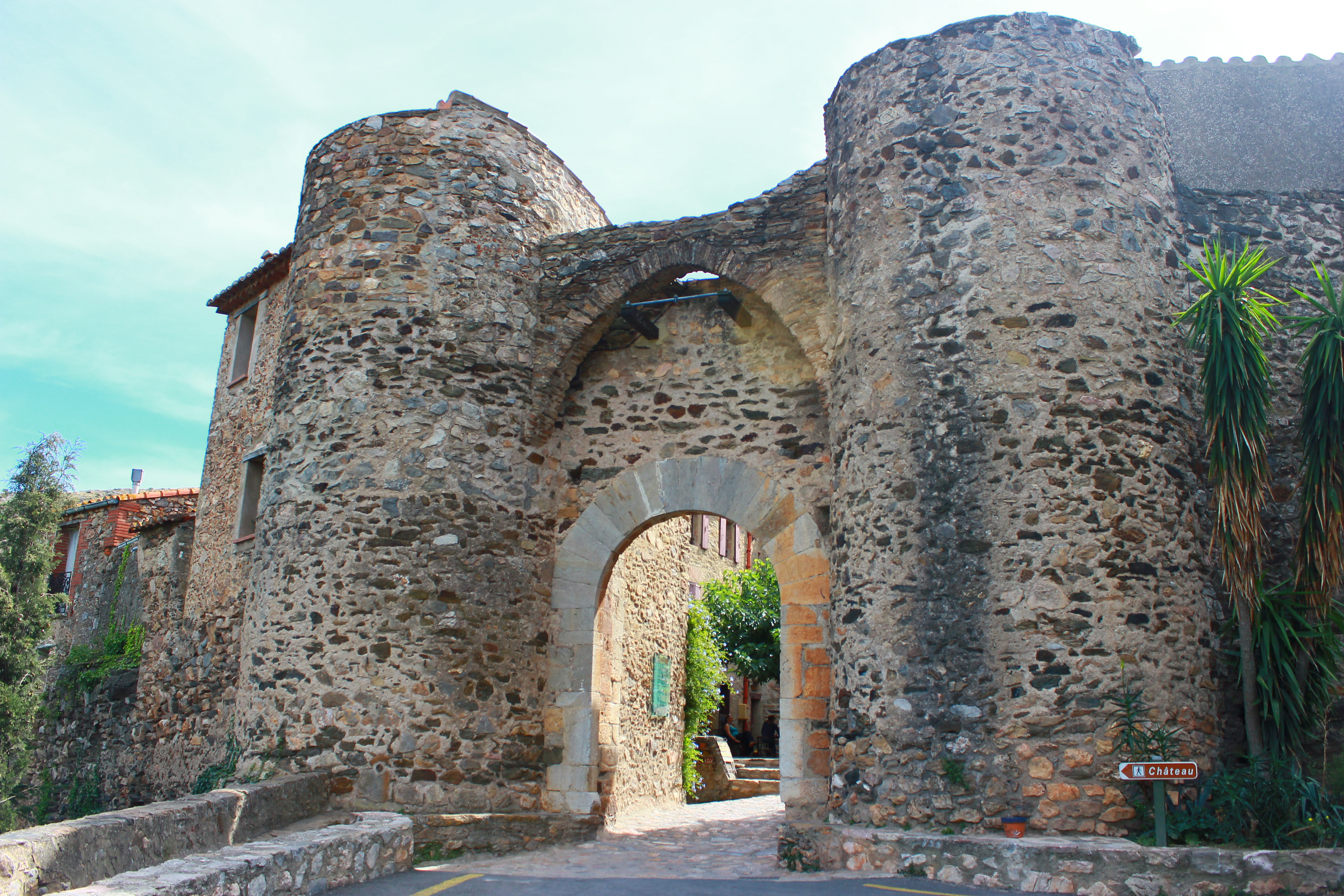
Portal de tramuntana de Castellnou

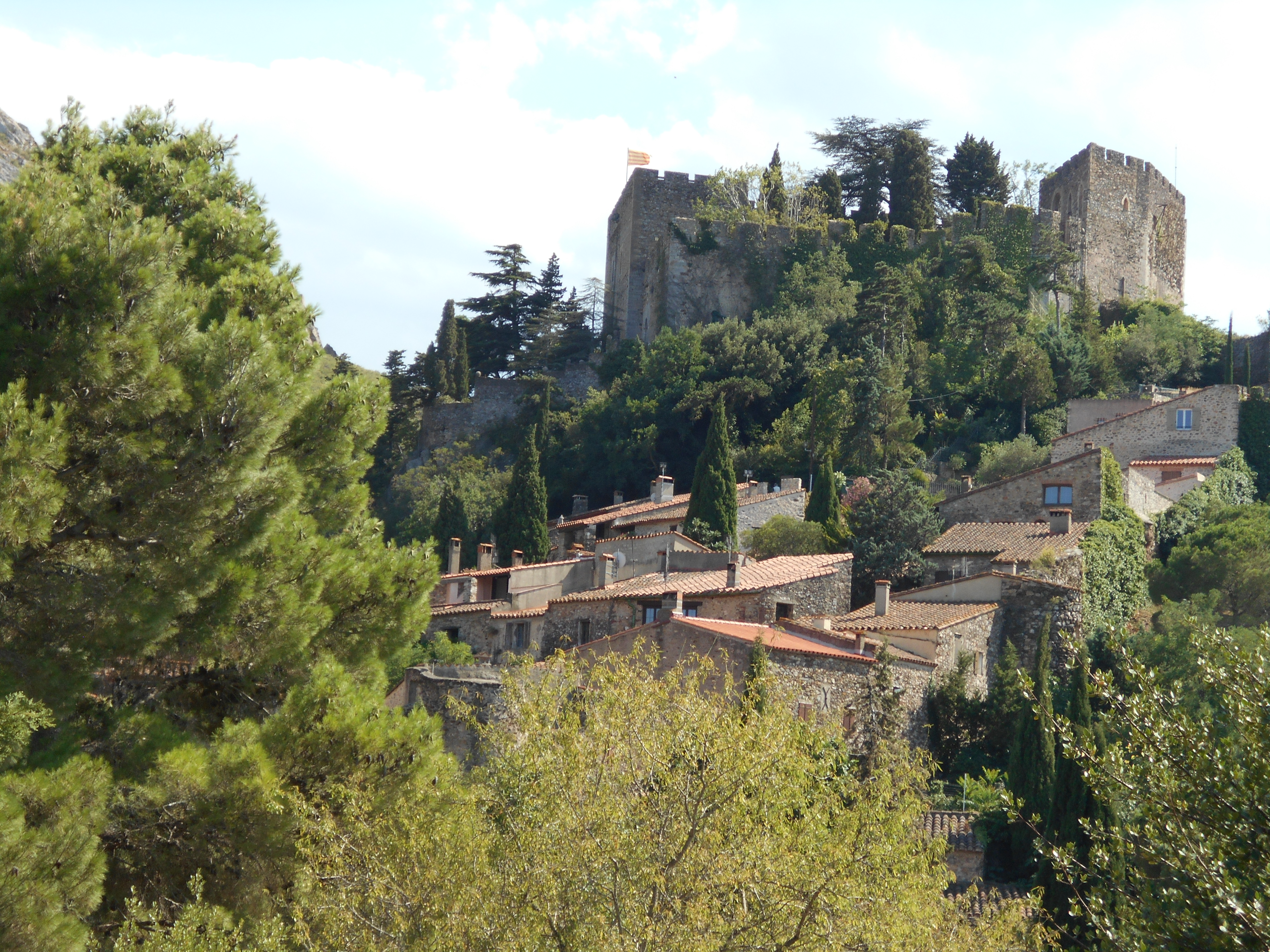
El castell damunt del poble

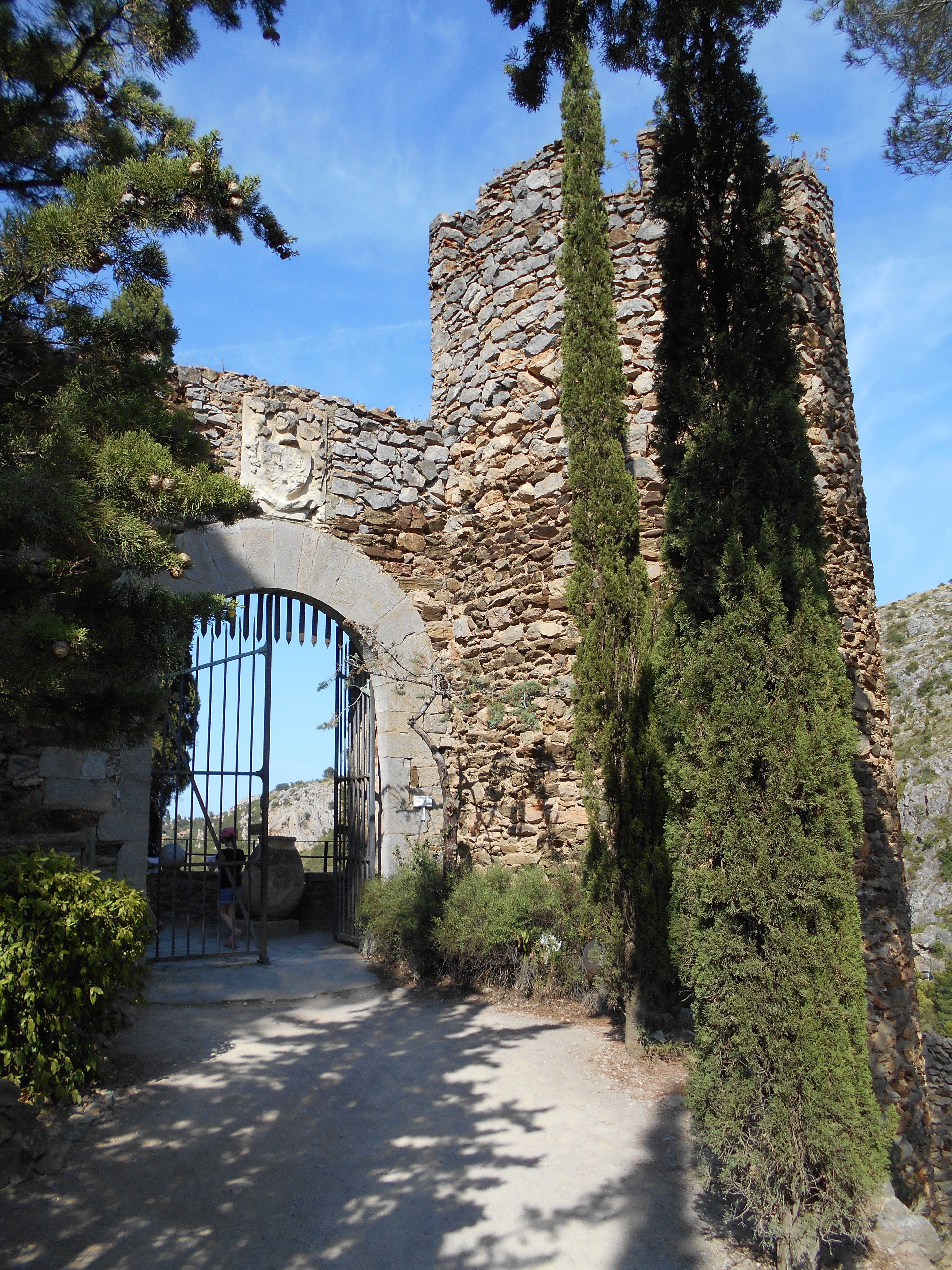
Porta d'entrada al poble des del camí del castell

El castell, origen del poble, fou construït vers 988-990 en el moment del repartiment dels dominis del Comtat de Cerdanya entre els tres fills primogènits del comte Oliba Cabreta: Bernat Tallaferro, Guifred i Oliba. El lloc actual de Castellnou formava part de l'antic territori de Cameles, i des d'aquell moment esdevingué la capital del nou vescomtat, de primer anomenat de Vallespir. després de Castellnou. Oliba, esmentat el 993, en fou el primer vescomte; aquest Oliba era probablement el setè fill del senyor de Cameles el 941, Ansemund. El segon titular fou Guillem I, fill de Sentill i net de l'anteriorment esmentat Ansemund. Els vescomtes de Castellnou tenien domini sobre un territori bastant extens, el dels castells i llocs de Cameles, Castellnou, Corbera, Croanques, Montferrer, Pontellà, Sant Feliu d'Amunt, Sant Feliu d'Avall, Teulís, als quals el segle xiii es va afegir Ceret.
Ben bé fins entrat el segle xii Castellnou era inclòs dins del territori de la parròquia de Sant Fructuós de Cameles, i l'església de Sant Pere de Castellnou, esmentada el 1021 en el testament del comte Bernat Tallaferro de Besalú, fou dotada d'una comunitat de canonges agustins dependents de Sant Ruf d'Avinyó.

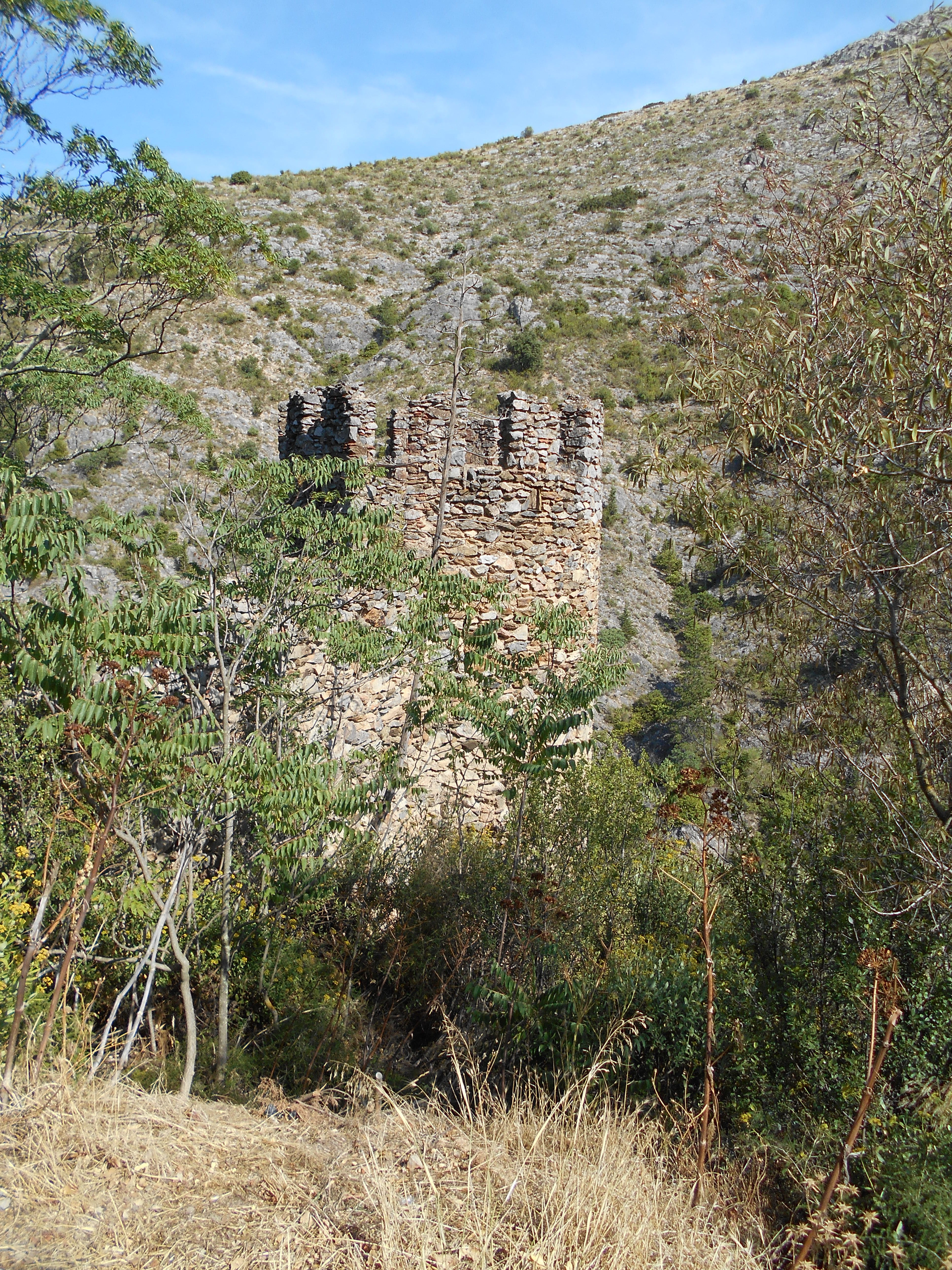
Muralla i torre del recinte del poble

La família de Castellnou fou una de les més importants del Rosselló; el castell va ser pres per assalt el 1276 per Jaume II de Mallorca, ja que Jaspert V de Castellnou era partidari de Pere II de Catalunya-Aragó. El 1293, però, Jaspert V de Castellnou el recuperà, i el va mantenir fins a la seva mort, esdevinguda el 1321. En aquell moment, el vescomtat fou suprimit per Sanç de Mallorca, i el substituí una simple baronia, que va estar en mans d'una branca lateral dels Castellnou, els descendents de Dalmau I de Castellnou, germà de Jaspert. El 1373 el darrer de Castellnou, Berenguer, vengué el títol als Fenollet, vescomtes d'Illa, els quals continuaren utilitzant el títol de vescomte, sobretot quan també obtingueren el vescomtat de Canet.

## La vila fortificada

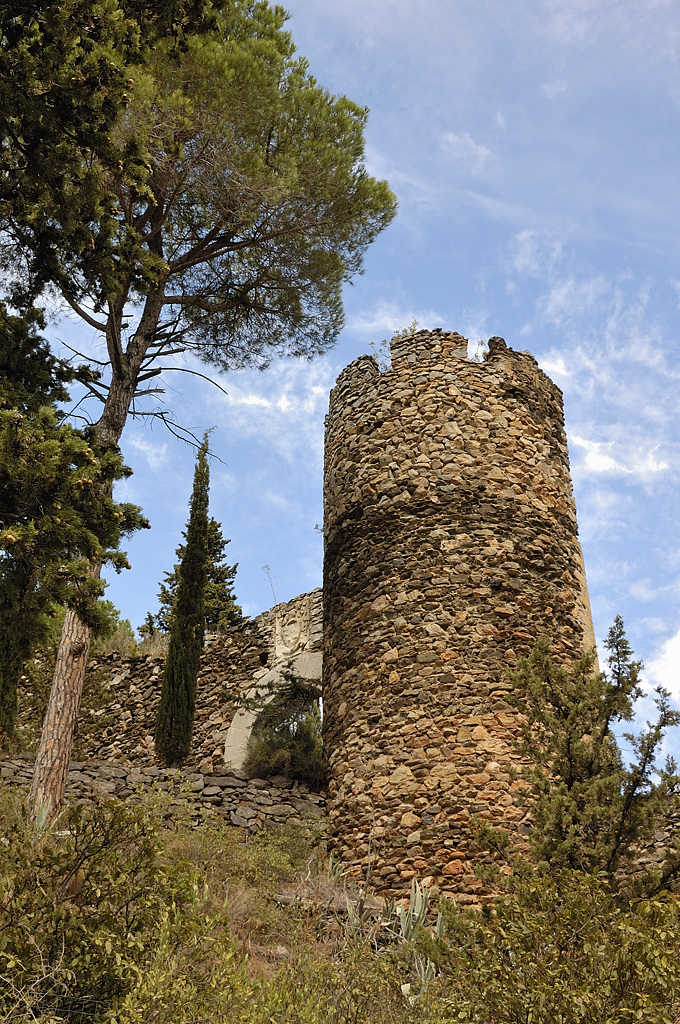
Una de les bestorres de la muralla del poble

El poble, abraçat per les muralles que en davallen, es troba al nord-est del castell, en el pendís més suau dels que formen el turó on es troben castell i poble. Un carrer principal d'uns 200 metres de llargària travessa el poble de nord a sud; a cada extrem del carrer hi havia un portal. A la banda de ponent es conserva un bon tram de les muralles, defensat per tres bestorres, que uneixen el portal nord amb el sector nord-oest del castell. Al costat de llevant també es conserva la muralla, però la major part ha quedat a dins de les cases, per la qual cosa es fa més difícil de veure. Al costat de migdia, prop de la riera, es veuen també restes de murs, així com tres bestorres més.

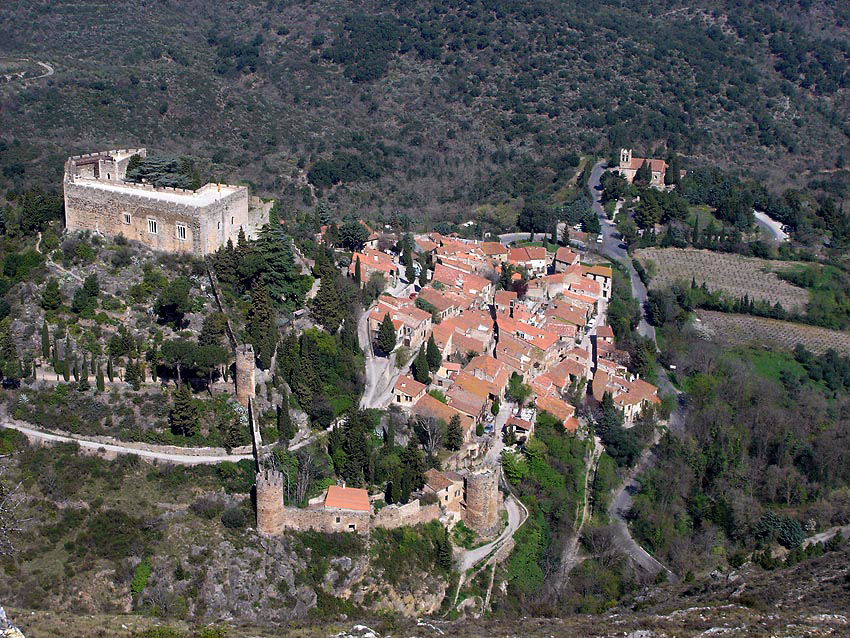
El conjunt del poble, amb les seves muralles

Els fragments de mur arriben a assolir entre 6 i 10 metres d'alçada, amb un gruix d'uns 3 metres i cap mena d'obertura fora de la dels portals. La major part dels murs són fets de carreus de pedra esquistosa, però en els angles hi ha carreus de pedra calcària. Sembla que a finals del segle xix encara era apreciable el camí de ronda amb espitlleres al damunt de la muralla. La manca d'obertures de cap mena a les parets conservades remeten la construcció de la muralla al segle x, mentre que les bestorres i els portals s'han de situar ja en el segle xiii.